# 인천남동소방서
인천남동소방서(仁川南洞消防署, Incheon Namdong Fire Station)는 인천광역시 남동구 일부를 관할하는 인천광역시 소방본부 산하의 소방서이다.
소방서장은 소방정으로 보한다.

## 연혁
- 1986년 12월 30일: 인천남부소방서 개서
- 1994년 11월 11일: 남동공단소방서(현재 인천공단소방서) 분리
- 2007년 9월 5일: 인천남부소방서 분리(현재 인천미추홀소방서), 인천남동소방서로 변경

## 조직
| - 소방행정과 - 행정팀 - 예산장비팀 | - 예방안전과 - 예방총괄팀 - 안전지도팀 - 홍보교육팀 | - 대응구조구급과 - 대응관리팀 - 구조구급팀 | - 현장대응단 - 지휘조사팀 - 안전보건팀 |

## 관할센터 및 관할구역
인천남동소방서는 5개의 119안전센터와 1개의 구조대를 산하에 두고 있다.
| 명칭            | 사진 | 주소          | 관할구역                    | 지역대                   |
| --------------- | ---- | ------------- | --------------------------- | ------------------------ |
| 구월119안전센터 |      | 인주대로 714  | 구월동                      | 인천남동소방서 119구조대 |
| 만수119안전센터 |      | 백범로 207    | 만수 2·3·4·5동              |                          |
| 간석119안전센터 |      | 경인로 621    | 간석동                      |                          |
| 담방119안전센터 |      | 매소홀로 1044 | 만수 1·6동, 남촌도림동 일부 |                          |
| 서창119안전센터 |      | 서창동 670    | 장수서창동                  |                          |

## 사건사고
- 2001년 10월 1일 구월동에서 발생한 화재로 2명이 순직하였다.[4]

## 같이 보기
- 대한민국 소방청
- 대한민국의 소방
- 소방관 계급